# Clapham North (metrostation)
Clapham North is een station van de metro van Londen aan de Northern Line dat werd geopend in 1900.

## Geschiedenis
Vlak voor de opening van de City and South London Railway (C&SLR) werd op 25 juli 1890 de concessie van die lijn verlengd tot Clapham Common hetgeen betekende dat de lijn met twee stations ten zuiden van Stockwell zou worden doorgetrokken. Deze verlenging, waaronder Clapham Road, was na bijna tien jaar op 3 juni 1900 gereed. Het rollend materieel uit 1890 was smaller dan de latere standaard van Yerkes en in de twee zuidelijkste stations werden de sporen in een buis met een eilandperron gelegd. In 1913 werd de lijn gekocht door UERL maar de ombouw van de tunnels begon, als gevolg van de Eerste Wereldoorlog, pas tien jaar later. Nadat tot verlenging naar Morden was besloten werd in 1924 in het kader van de verlenging ook het stationsgebouw verbouwd. Onder leiding van Charles Holden werd de stationshal opnieuw ingericht na de installatie van roltrappen en de gevel van het station van Figgis werd vervangen door faience-platen in biscuit kleur met zwarte biezen. 
De zuidelijke verlenging werd op 13 September 1926 geopend waarbij ook de naam van Clapham Road veranderde in Clapham North. In 1937 kregen de Hampstead Tube en de C&SLR de gemeenschappelijke naam Northern Line en een jaar later lag er een plan voor een grootprofiellijn die onder de bestaande tunnel van de Northern Line moest lopen. LPTB kreeg geen fondsen voor de aanleg maar toen de Tweede Wereldoorlog uitbrak werd toestemming gegeven voor de ruwbouw van de stations onder de voorwaarde dat deze tot het einde van de oorlog als schuilkelders gebruikt zouden worden. Clapham North is een van de acht metrostations waar de schuilkelder daadwerkelijk is gebouwd, de ingang ligt 125 meter ten noorden van het stationsgebouw. Na afloop van de oorlog waren er echter geen fondsen om de lijn te bekostigen zodat de grootprofiel lijn er niet kwam. In 1996 is de gevel opnieuw bekleed met postmodern tegelwerk. Boven de beplating uit 1924 is de opbouw vervangen door witte bakstenen en is de blauwe bies hersteld.

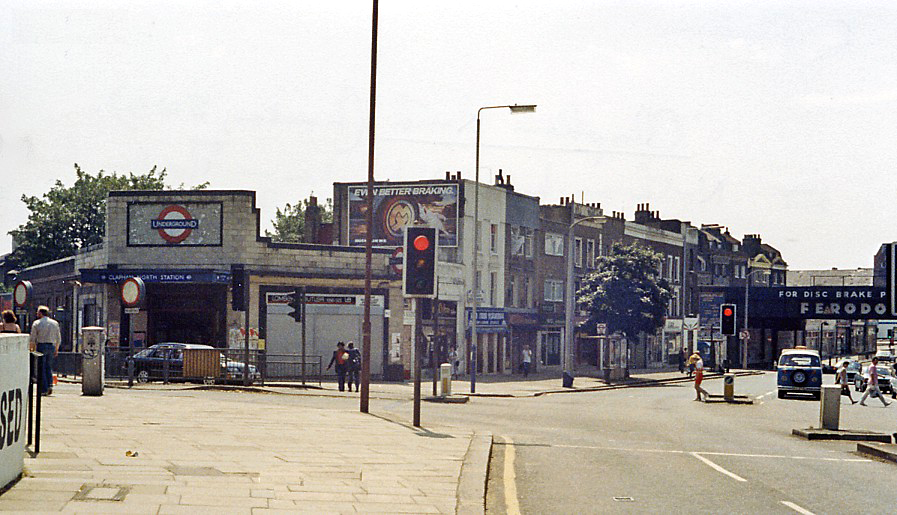
Het station met de  faience-platen en het logo uit 1924
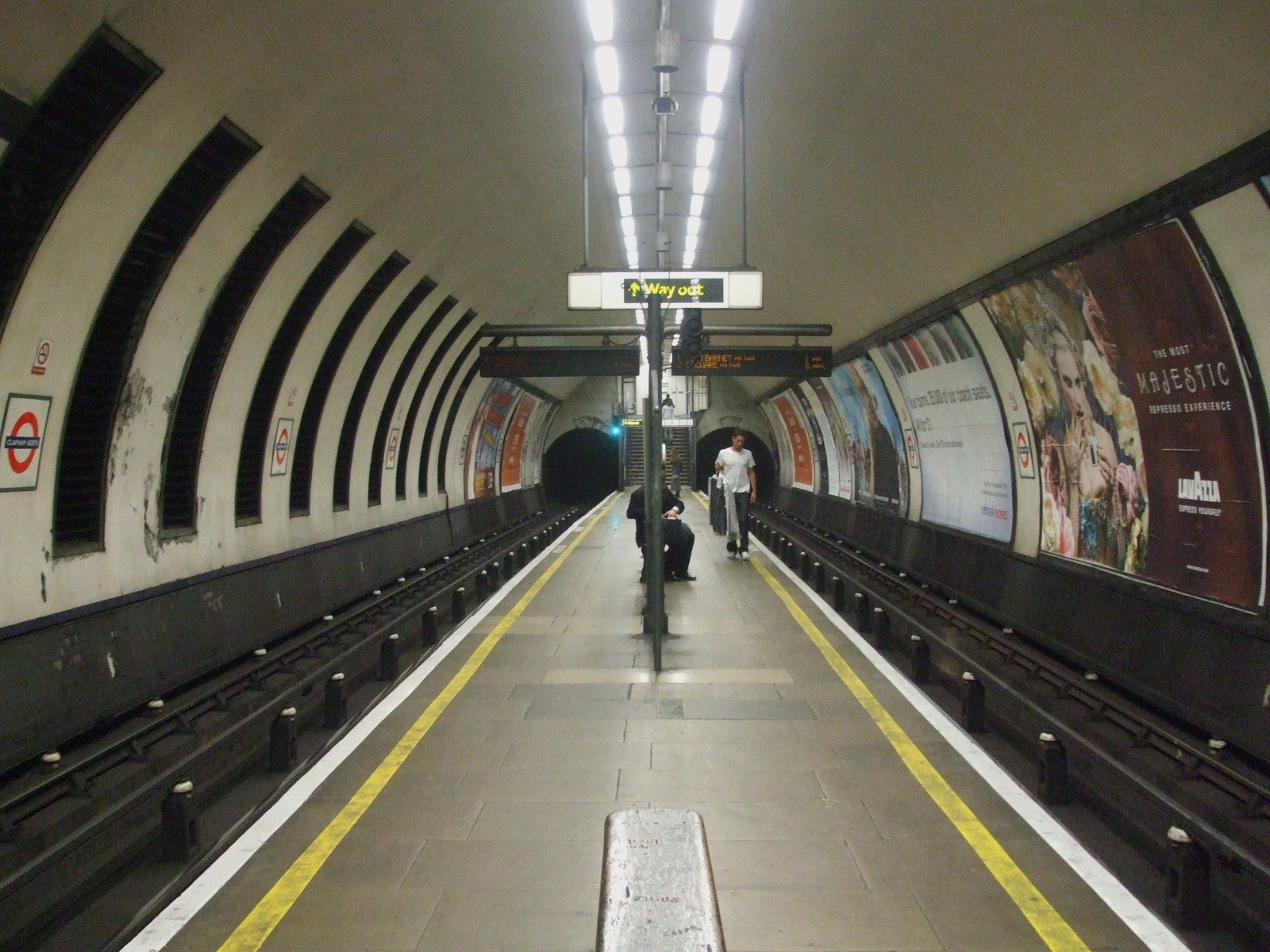
Het perron gezien uit het noorden
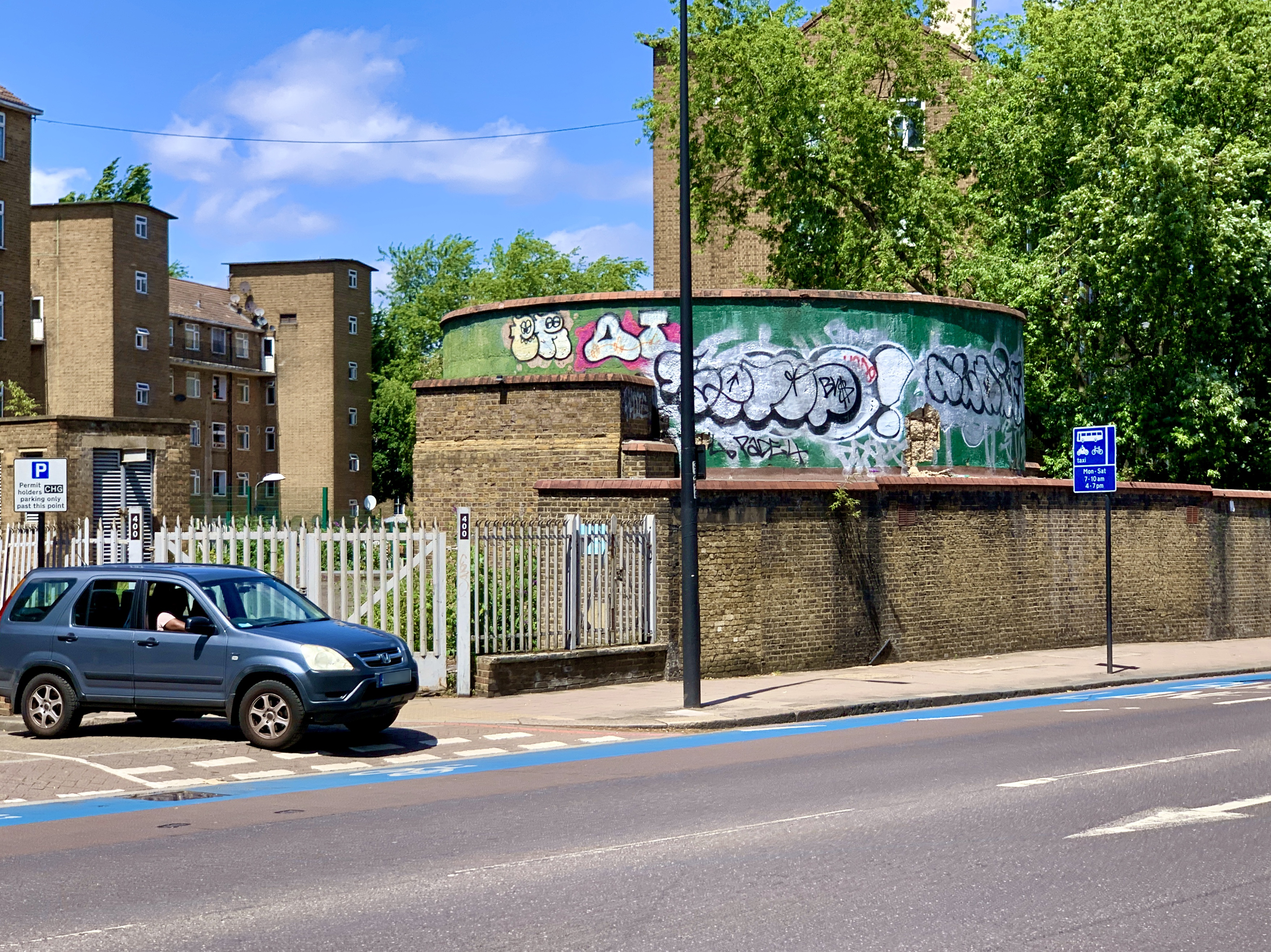
De ingang van de schuilkelder aan Clapham Road

## Ligging en inrichting
Het station bevindt zich aan het noordelijke uiteinde van Bedford Road bij de T-splitsing met Clapham High Street en Clapham Road, de toegang ligt aan Bedford Road in de noordgevel. Achter de toegangspoortjes ligt de bovenkant van de roltrappen aan de zuidkant van de stationshal. In de tuin ten zuiden van het station ligt de zuidelijke toegang van de schuilkelder. Naast de roltrappen is ook een wenteltrap beschikbaar voor de verbinding met de tussenverdieping boven de metrotunnels. Het smalle perron is met vaste trappen verbonden met de tussenverdieping. De noordelijke toegang van de schuilkelder bovengronds ligt vlak ten noorden van het perroneinde aan Clapham Road. Iets ten zuiden van het station kruist de spoorlijn de Clapham High Street waar ook het gelijknamige station te vinden is. Hoewel er geen inpandige verbinding tussen de stations is wordt een overstap met de Oystercard als voortzetting en niet als nieuwe reis gezien.